# Brownsberg Natuurpark
Brownsberg Natuurpark is een natuurreservaat dat gelegen is in het district Brokopondo van Suriname.
Het gebied ligt op een heuvel met een 515 meter hoge top en is rijk aan flora en fauna. Net als grote delen van Suriname is ook dit gebied bedekt met het tropisch regenwoud dat deel uitmaakt van het Amazoneregenwoud, het grootste regenwoud op aarde. Heel wat medicinale planten zijn er ook te vinden, maar uiteraard is het verboden om schade toe te brengen aan de natuur. Op sommige bomen zijn de namen vermeld. 
Het gebied staat onder toezicht van Stichting Natuurbehoud Suriname (Stinasu). Het park is 12.200 ha groot. Er zijn verschillende huizen en kampen op de top van de berg gebouwd, van waaruit paden zijn aangelegd naar de vele watervallen die er voorkomen (o.a. de Irene val en de Leo val). Vanaf het plateau heeft men een uitzicht op het Brokopondostuwmeer. De plaats is met voertuigen te bereiken via het dorpje Brownsweg aan het einde van de Landsspoorweg.
In de 21e eeuw is het natuurgebied ernstig aangetast door goudwinning, die met zwaar materieel plaatsvindt, en ter plekke met kwik en cyanide wordt gezuiverd.

## Fauna
De brulaap komt hier in grote aantallen voor, net als de trompetvogel en de agoeti.
De paarse klompvoetkikker is hier weer talrijk, nadat hij een tijd lang zeldzaam geworden was, mogelijk door een ziekte.
Vogelliefhebbers komen zeker aan hun trekken. Ze kunnen hier de witpluim- en roodkeelmiervogel (twee van de twintig miervogels die hier voorkomen), de witte klokvogel, de siertangare, het marailsjakohoen, de guyanapepervreter en de capuchonvogel en nog veel meer waarnemen.

## Galerij

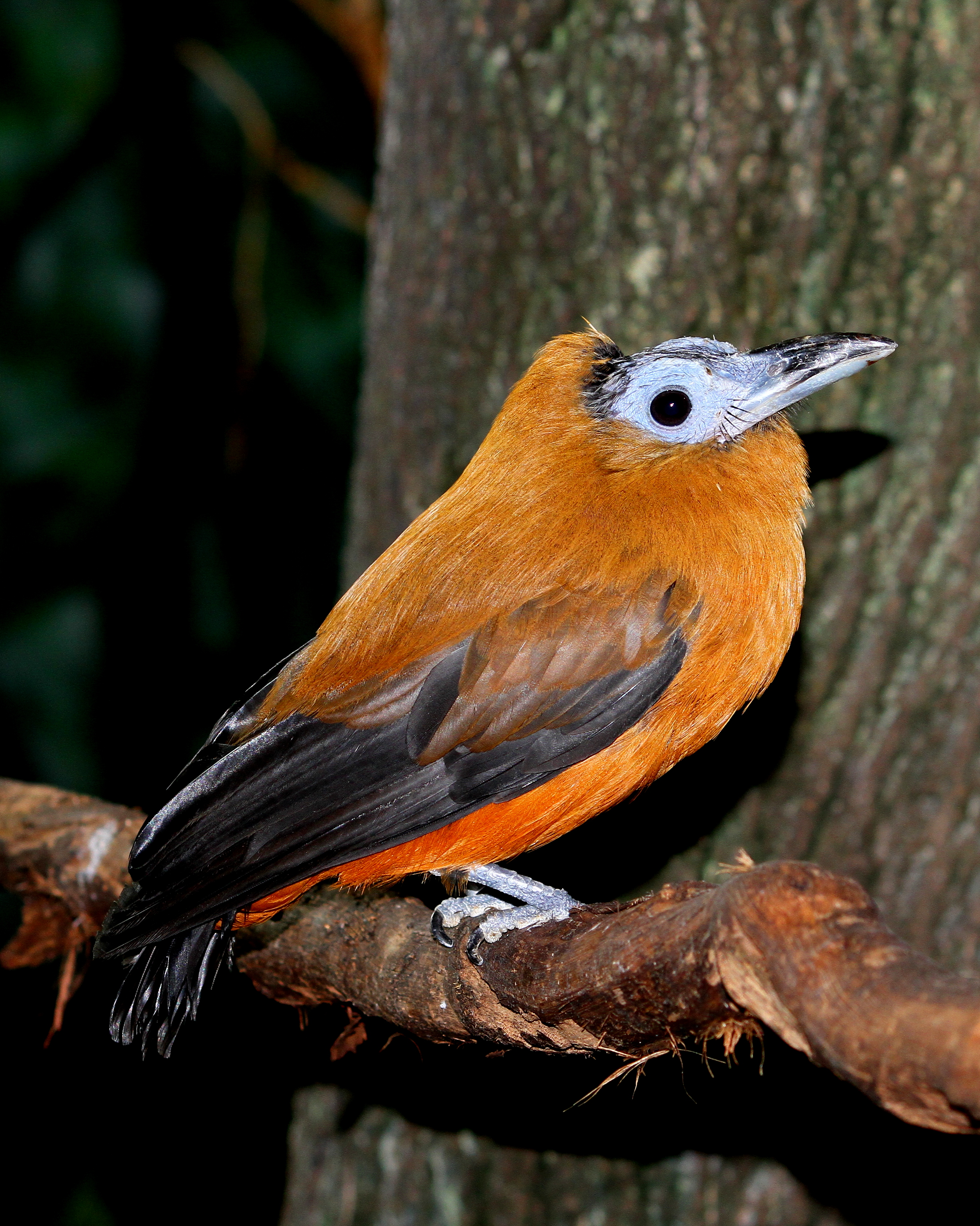
Capuchonvogel
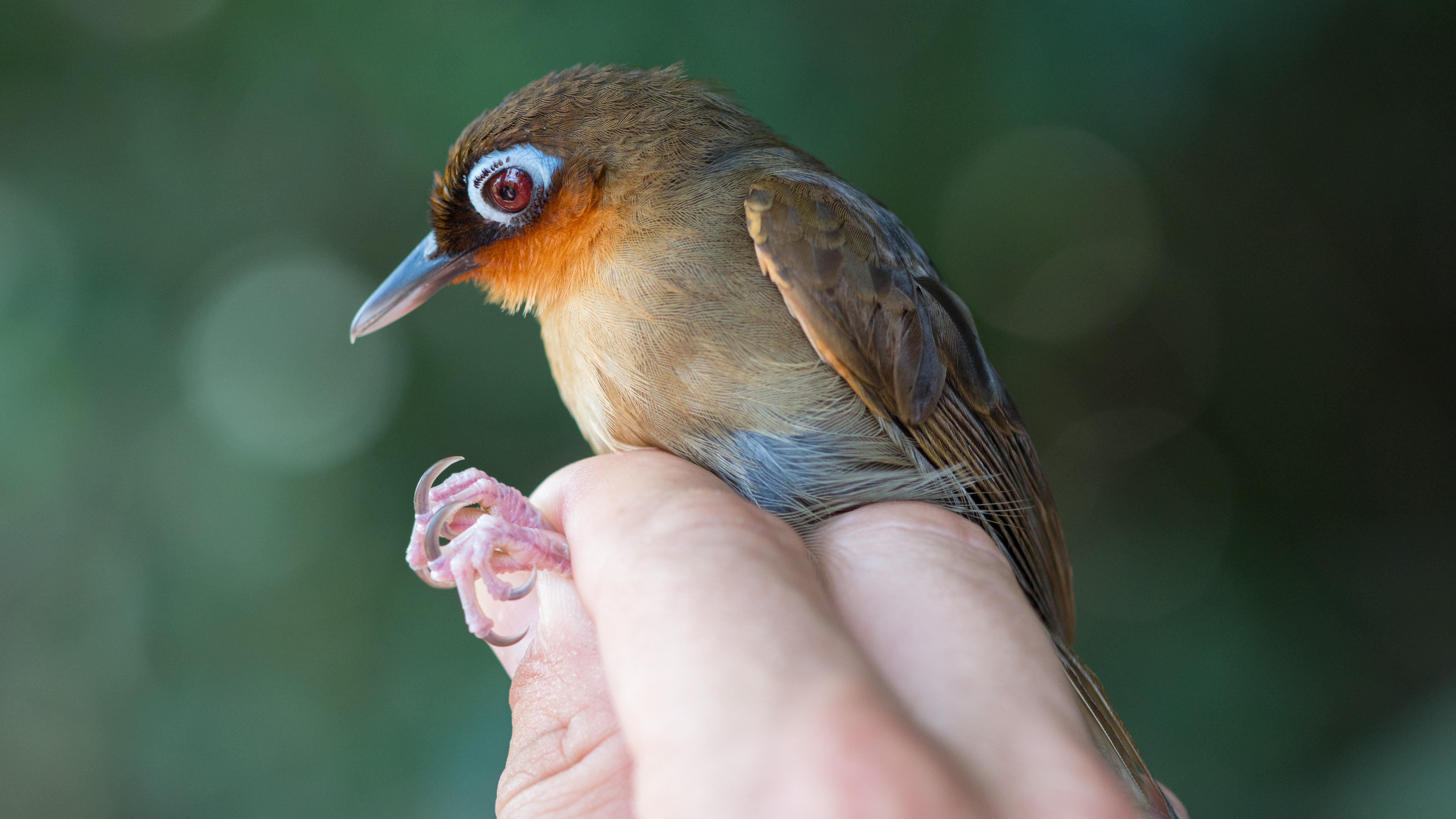
Roodkeelmiervogel
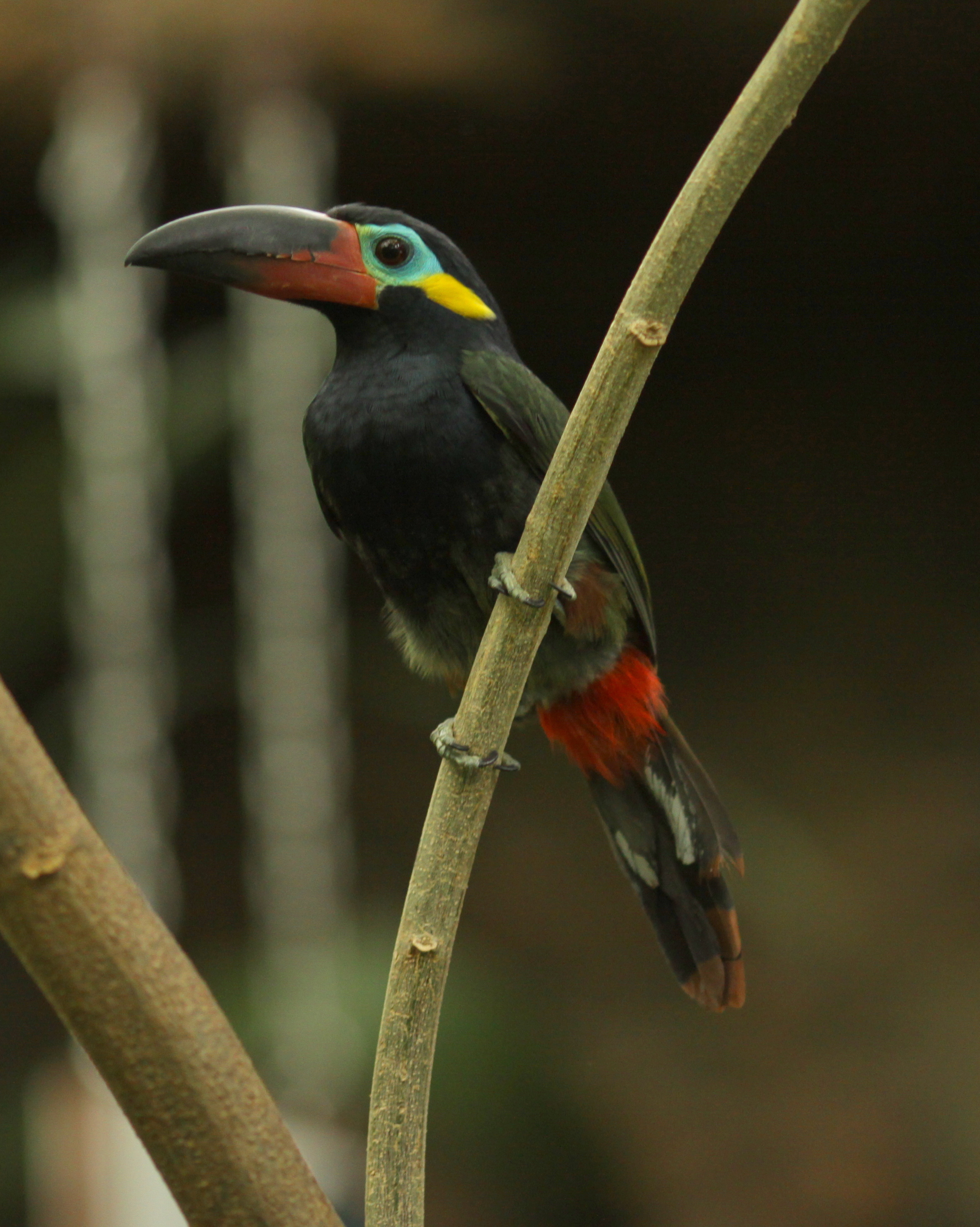
Guyanapepervreter
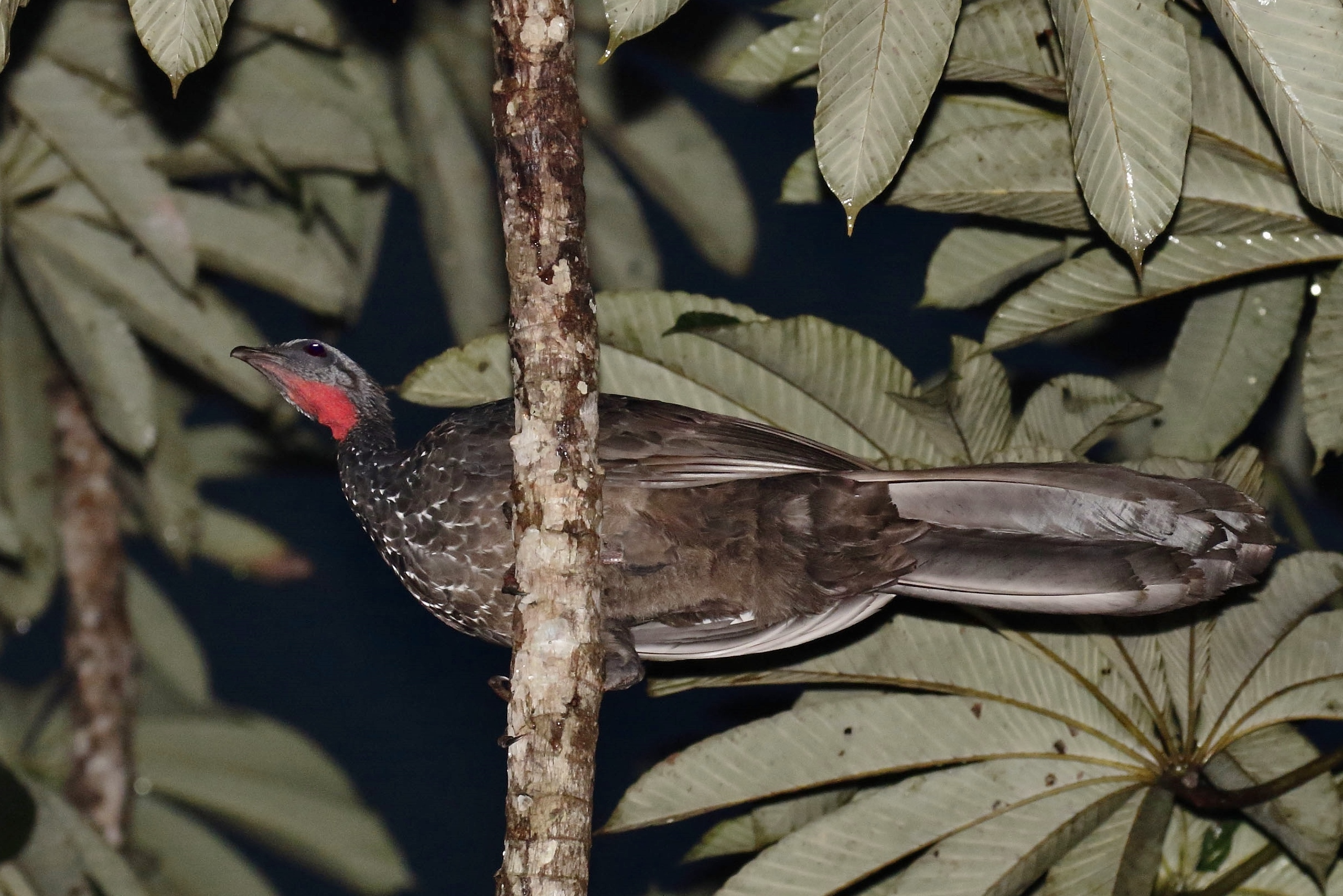
Marailsjakohoen
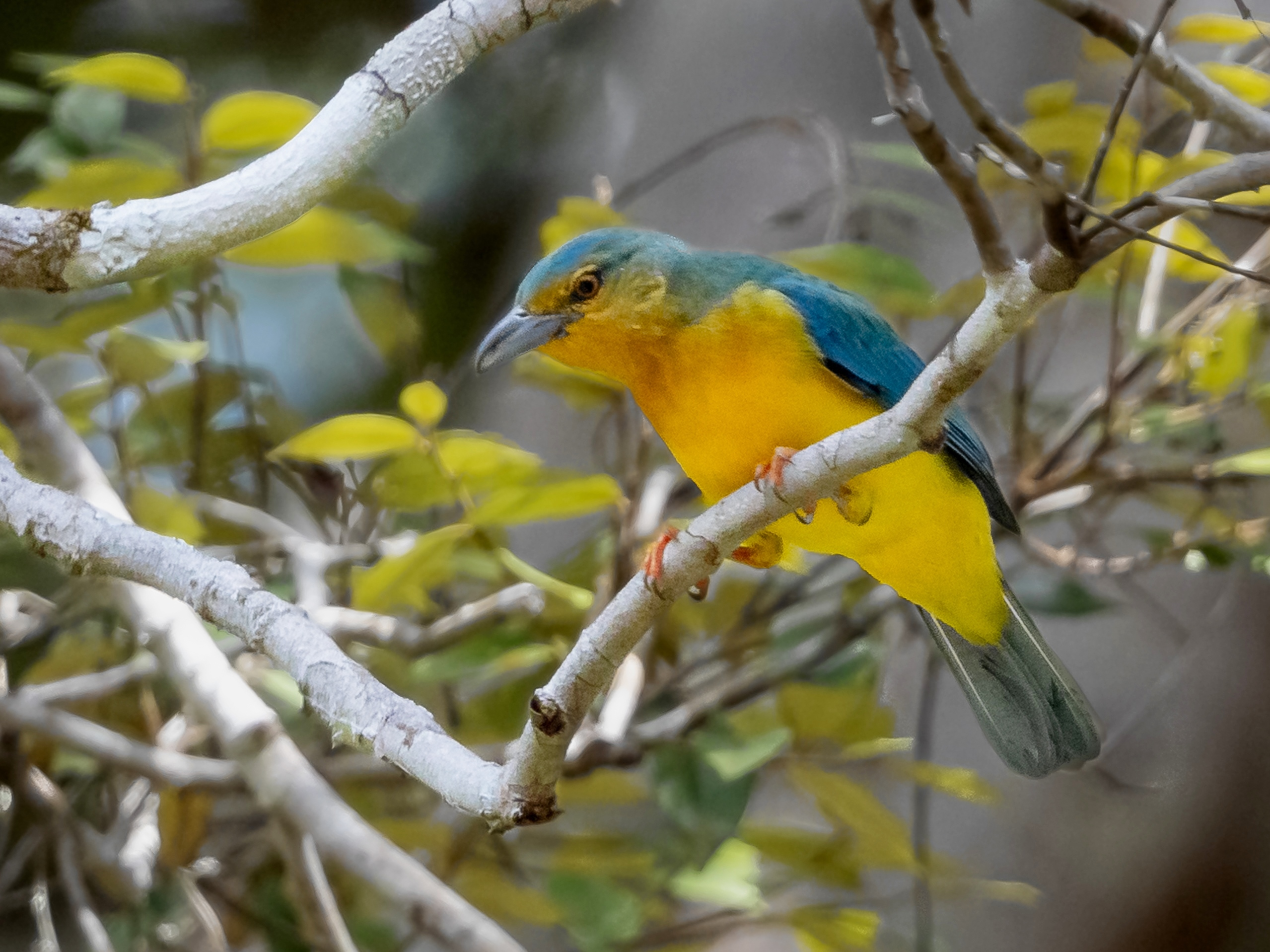
Siertangare
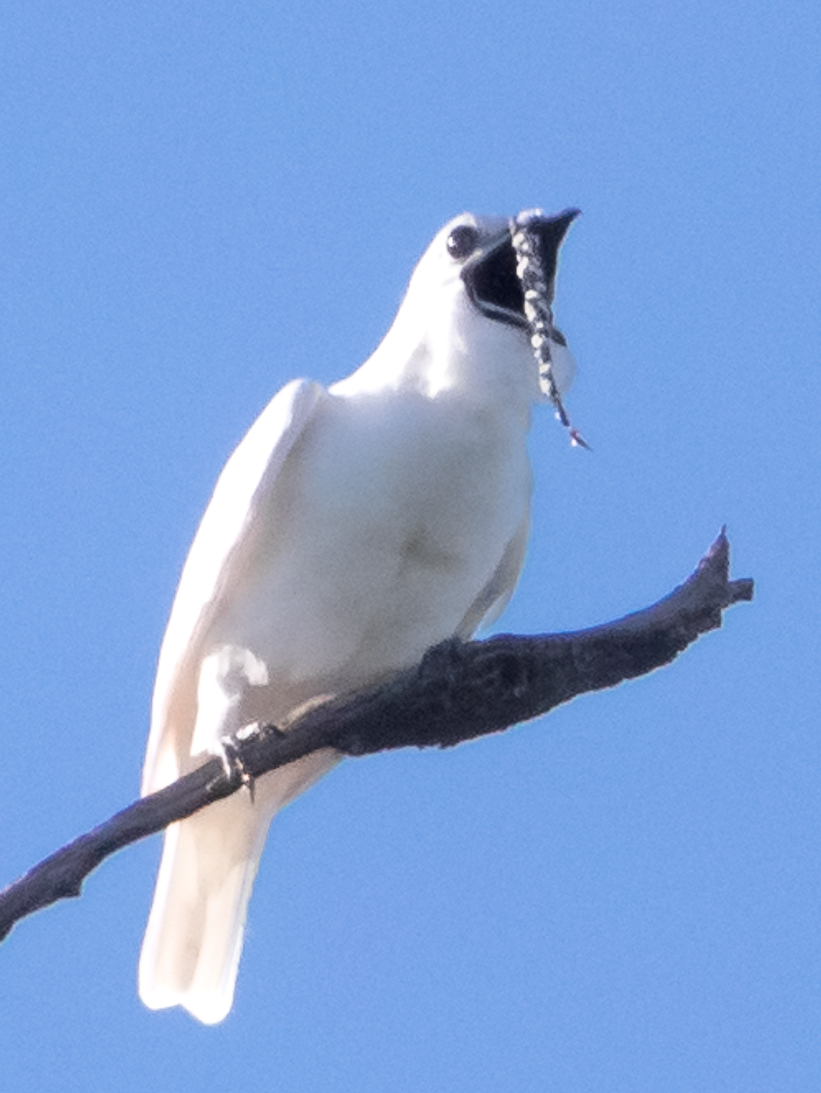
Witte klokvogel
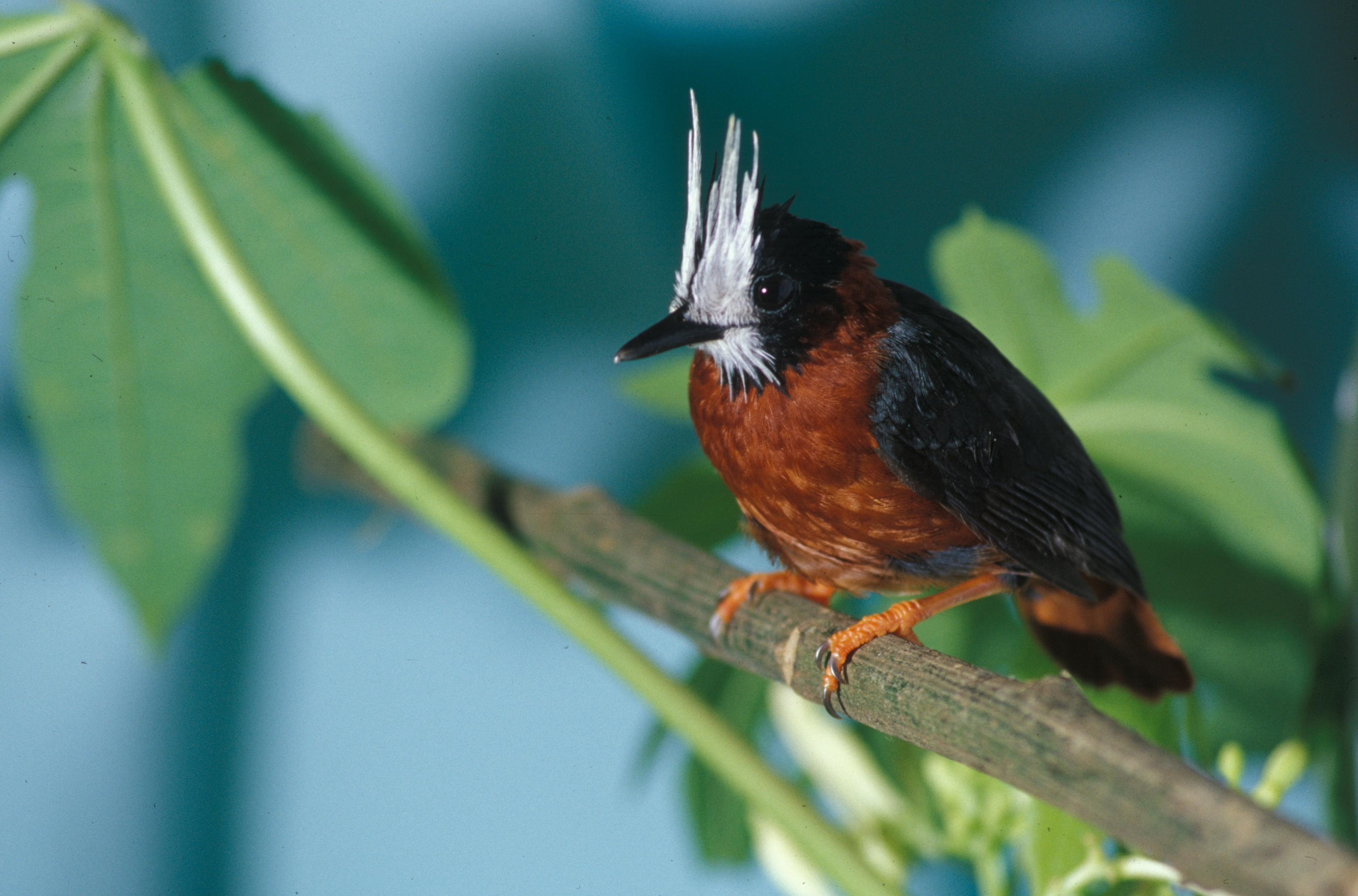
Witpluimmiervogel